# Морозов, Валентин Георгиевич
Валенти́н Гео́ргиевич Моро́зов (24 апреля 1909, Иркутск, Иркутская губерния, Российская империя — 1 ноября 1986) — советский писатель, драматург и сценарист.

## Биография
Родился 24 февраля 1909 года в Иркутске. В 1939 году поступил на сценарный факультет ВГИКа, который он окончил в 1944 году, с тех пор написал один единственный роман, ряд рассказов, пьес и сценариев, всего были экранизировано пять фильмов.
Скончался 1 ноября 1986 года.

## Фильмография

### Сценарист
- 1942 — «Белая роза» (новелла из киноальманаха Батыри степей)
- 1953 — Полёт на Луну (мультфильм)
- 1955 — Хитрость старого Ашира
- 1956 — Море зовёт
- 1962 — Юлькин день (новелла из киноальманаха Маленькие мечтатели)